# لوتشيان بوته
لوتشيان بوته (بالرومانية: Lucian Bute)‏ هو ملاكم روماني.

## روابط خارجية
- لوتشيان بوته على موقع بوكس ريك (الإنجليزية) (registration required)